# Antonio Ramírez González
Antonio Ramírez González (Yolombó; 13 de junio de 1921-Medellín; 4 de enero de 2003) fue un médico y cirujano colombiano, graduado de la Universidad de Antioquia en el año 1946, especialista en fisiología de la Universidad de Louisville, Estados Unidos, título obtenido 1946, especialista en cirugía de tórax del Hospital de Shotley Bridge, Reino Unido, título obtenido en 1952.

## Biografía
Antonio Ramírez fue profesor de biología (1944), profesor de farmacodinámica (1947-1949), profesor de cirugía (1957-1974) y fisiología (1952-1957) de la Facultad de Medicina de la Universidad de Antioquia, fue además profesor de fisiología circulatoria en el Instituto de Ciencias de la Salud (CES).
Fue también director del Hospital Universitario San Vicente de Paúl entre los años 1974 y 1975, fundador del Instituto Cardiopulmonar de Medellín, jefe del Departamento de Cirugía de la Universidad de Antioquia, entre otros.
Entre sus mayores logros como médico cirujano se encuentran:
- En 1958 reemplaza el cayado aórtico.[1] Mantiene la continuidad circulatoria con derivaciones programadas inicialmente como temporales de la aorta ascendente a la aorta descendente y de la ascendente a las carótidas, derivaciones que finalmente quedan como definitivas ante el flujo satisfactorio obtenido.
- En el mismo año reseca un aneurisma de la aorta ascendente y hace un reemplazo del tronco braqueocefálico.
- En 1960 corrige otra comunicación interauricular con venas anómalas, con una técnica original suya, reimplantación de la vena cava superior y sus anastomosis al apéndice auricular derecho.